# Torino (tỉnh)

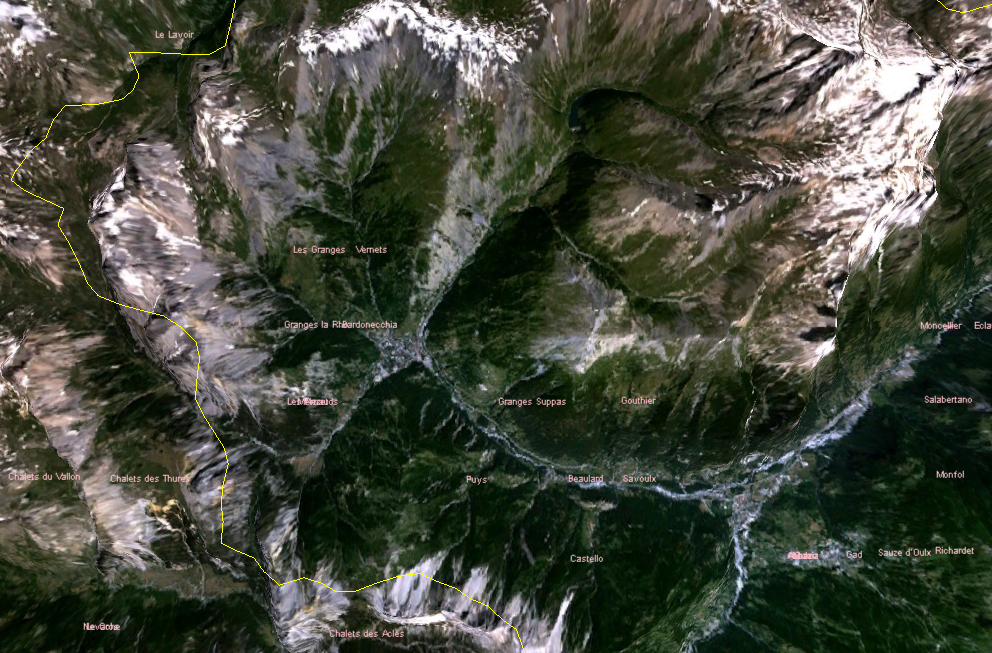
Phía đông tỉnh

Tỉnh Torino (tiếng Piemonte: Provincia ëd Turin, tiếng Ý Provincia di Torino) là một tỉnh ở vùng Piemonte của Ý. Thủ phủ là thành phố Torino.
Tỉnh này có diện tích 6.830 km², tổng dân số 2.277.686 (31.12.2007). Có 315 comuni (đô thị) trong tỉnh này ( Lưu trữ ngày 7 tháng 8 năm 2007 tại Wayback Machine) – số lượng đô thị trong một tỉnh nhiều nhất Italia. Tại thời điểm ngày 31 tháng 12 năm 2007, các đô thị xếp theo dân số là:

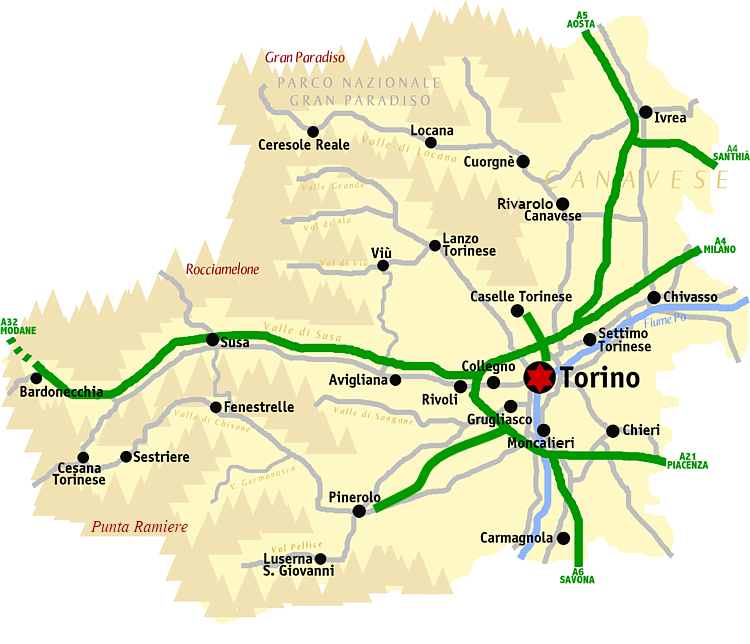
Bản đồ đường bộ tỉnh Torino.

| Comune             | Dân số  |
| ------------------ | ------- |
| Torino             | 908.263 |
| Moncalieri         | 56.944  |
| Collegno           | 50.175  |
| Rivoli             | 50.115  |
| Nichelino          | 48.864  |
| Settimo Torinese   | 47.366  |
| Grugliasco         | 37.873  |
| Chieri             | 35.354  |
| Pinerolo           | 35.143  |
| Venaria Reale      | 34.563  |
| Carmagnola         | 27.424  |
| Chivasso           | 24.572  |
| Ivrea              | 24.219  |
| Orbassano          | 22.082  |
| San Mauro Torinese | 19.030  |
| Rivalta di Torino  | 18.800  |
| Ciriè              | 18.751  |
| Beinasco           | 18.095  |
| Piossasco          | 17.621  |
| Caselle Torinese   | 17.597  |
| Alpignano          | 17.268  |
| Giaveno            | 16.097  |